# جورج ن. بيمر
جورج ن. بيمر (بالإنجليزية: George N. Beamer)‏ هو قاضي ومحامي أمريكي، ولد في 9 أكتوبر 1904 في Bowling Green, Indiana ‏ في الولايات المتحدة، وتوفي في 21 أكتوبر 1974.